# Ильиных, Олег Владимирович
Олег Владимирович Ильиных (род. 2 августа 1974, Горно-Алтайск, Алтайский край) — российский деятель органов внутренних дел. Начальник Главного управления по противодействию экстремизму Министерства внутренних дел Российской Федерации с 8 февраля 2019.
Начальник Управления МВД России по Ненецкому автономному округу с 26 июня 2013 по 23 декабря 2015. Начальник Управления МВД России по Курганской области с 23 декабря 2015 по 8 февраля 2019. Специальное звание генерал-лейтенант полиции (2020).

## Биография
Олег Владимирович Ильиных родился 2 августа 1974 года в городе Горно-Алтайске Горно-Алтайской автономной области Алтайского края, ныне город — административный центр Республики Алтай.
Службу в органах внутренних дел начал 16 мая 1993 года постовым милиционером по охране зданий Министерства внутренних дел Российской Федерации по Республике Алтай.
В 1995 году окончил Барнаульскую специальную среднюю школу милиции МВД России.
С 1995 года по 1997 год — оперуполномоченный, с 1997 года по 1999 год — старший оперуполномоченный отдела уголовного розыска Горно-Алтайского отдела внутренних дел.
С 1999 года по 2001 год — заместитель начальника, с 2001 по 2003 — начальник отдела уголовного розыска Горно-Алтайского ОВД.
В 2002 году окончил Барнаульский юридический институт МВД России.
С 2003 года по 2005 год — начальника отдела внутренних дел по Шебалинскому району Республики Алтай.
С 2005 года по 2007 год — обучался на 1-м факультете Академии управления МВД России.
С 2007 года по 2009 год — заместитель начальника управления уголовного розыска Министерства внутренних дел Российской Федерации по Республике Алтай.
В 2009 году направлен для прохождения службы в Северо-Кавказский регион с назначением на должность начальника криминальной милиции мобильного отряда Министерства внутренних дел Российской Федерации в Республике Дагестан.
С 2010 года по август 2011 года — начальник ОВД по городу Горно-Алтайску Республики Алтай.
С августа 2011 года по 26 июня 2013 года — заместитель министра внутренних дел по Республике Алтай — начальник полиции.
С 26 июня 2013 года по 23 декабря 2015 года — начальник Управления Министерства внутренних дел Российской Федерации по Ненецкому автономному округу.
С 23 декабря 2015 года по 8 февраля 2019 года — начальник Управления Министерства внутренних дел Российской Федерации по Курганской области.
Указом Президента Российской Федерации от 22 февраля 2017 года присвоено специальное звание «генерал-майор полиции».
С 8 февраля 2019 года — начальник Главного управления по противодействию экстремизму Министерства внутренних дел Российской Федерации.
Указом Президента Российской Федерации от 20 февраля 2020 года присвоено специальное звание «генерал-лейтенант полиции».

## Награды
- Медаль ордена «За заслуги перед Отечеством» II степени, октябрь 2017 года
- Медаль «За отличие в охране общественного порядка»
- Медаль «В память 850-летия Москвы»
- Ведомственные награды МВД России
  - Медаль «За боевое содружество» (МВД)
  - Медаль «За отличие в службе» I, II, III степеней (МВД)
  - Именное оружие — пистолет Макарова (апрель 2018) — за достигнутые успехи в оперативно-служебной деятельности и активную работу по укреплению правопорядка
  - Нагрудный знак «Участник боевых действий»
- Медаль «XXV лет МЧС России»[11]
- Почётная грамота Совета Федерации Федерального собрания Российской Федерации, 2017 год
- Медаль «За Ратную Доблесть», Всероссийская общественная организация ветеранов «Боевое Братство»
- Медаль «Маршал Советского Союза Жуков», Постоянный Президиум Съезда народных депутатов СССР

## Увлечения
Имеет спортивную квалификацию — кандидат в мастера спорта по горным лыжам.
Читает исторические художественные произведения (Василий Ян).

## Семья
Женат, жена Людмила, воспитывает троих сыновей (Захар, Егор, Никита).